# آریادخت جهان‌بخشان
آریادخت جهان‌بخشان (متولد ۲۲ بهمن ۱۳۶۵ در بوشهر) عکاس  اهل ایران است. او از سال ۱۳۹۰ شمسی فعالیت‌های عکاسی حرفه‌ای خود را آغاز کرد.
در سال ۱۳۹۱ با چاپ کتاب «بهشت شور» اولین کتاب خود را منتشر کرد و پس از ۳ سال در سال ۱۳۹۴ دومین چاپ از این کتاب منتشرشد.

## تحصیلات
- دیپلم ریاضی فیزیک
- فوق‌دیپلم آموزش زبان انگلیسی
- لیسانس آموزش زبان انگلیسی

## فعالیت هنری
- کلاس عکس سینمای جوان مرداد ۱۳۸۹
- اخذ مدرک کلاس عکس حوزه هنری بهمن ۱۳۸۹
- آغاز عکاسی حرفه‌ای از فروردین ۱۳۹۰
- شروع کوهنوردی از آبان ۱۳۹۰
- کلاس خلاق کیارنگ علایی در مؤسسه عکاسی حرفه‌ای آبان ۱۳۹۰
- کلاس پرتره و نور پردازی کیارنگ علایی در مؤسسه «عکاسی حرفه‌ای» آبان ۱۳۹۰
- کارگاه حسین فاطمی تیر ۱۳۹۲
- کارگاه شادی غدیریان در اهواز بهار ۱۳۹۳
- کارگاه کیارنگ علایی، معما روشن، اکو سالمی در شیراز بهار ۱۳۹۳

## سوابق شغلی
- عکس کارکنانی از کل کارمندان سازمان نظارت و گمرکات استان بوشهر ۱۳۹۱
- عکاس بنیاد بارانداز از سال ۱۳۹۰ تا (ادامه دارد)
- عکاسی از مراسم روز بوشهر، گنجینهٔ خلیج فارس ۱۳۹۱
- عکاسی از مراسم روز بوشهر ۱۳۹۲
- فیلم‌برداری فیلم بین‌المللی مهاجرت با باد به کارگردانی احسان جهان‌بخشان ۲۰۱۳
- عکاسی در آتلیه کوروش گالری در رشت ۱۳۹۲
- عکاس استاندار/زمستان ۱۳۹۲
- عکاسی در آتلیه عکس باران پاییز و زمستان ۱۳۹۳
- عکاسی روز بوشهر اسفند ۱۳۹۳

## سوابق اجرایی
- داور جشنواره عکس روز ملی مبارزه با استعمار شهریور ۱۳۹۲
- دبیر اجرایی جشنواره عکس چهار محل اسفند ۱۳۹۲
- کارگاه آموزشی عکاسی رایگان برای جوانان زلزله زده شنبه در شهر شنبه بهمن ۱۳۹۲
- بازی در فیلم همایون شهنواز

## سوابق هنری
- نمایشگاه گروهی یک قاب و چند نگاه در بوشهر/ فروردین ۱۳۹۰
- نمایشگاه گروهی جرگهٔ عشاق در خانه عکاسان تهران/ خرداد ۱۳۹۰
- نمایشگاه گروهی کارگاه عکس حوزه هنری بوشهر/ بهمن ۱۳۹۰
- نمایشگاه گروهی منتخب عکاسان ورزشی استان بوشهر/ اسفند ۱۳۹۰
- نمایشگاه گروهی عکاسان آزاد بوشهر/ تیر ۱۳۹۱
- نمایشگاه گروهی دوربین دات نت /مرداد ۱۳۹۲
- نمایشگاه گروهی دستان کوچک /مهر ۱۳۹۲
- نمایشگاه گروهی فرهنگ بومی و تعامل جهانی /دی ۱۳۹۲
- نمایشگاه گروهی بافت‌های تاریخی شهری /آبان ۱۳۹۲
- نمایشگاه گروهی روزهای زندگی تهران آذر ۱۳۹۲
- نمایشگاه گروهی طبیعت عکاسان ایران در تهران /بهار ۱۳۹۳
- نمایشگاه گروهی سالگرد زلزله شنبه در شنبه فروردین ۱۳۹۳
- نمایشگاه گروهی سالگرد زلزله شنبه در بوشهر اردیبهشت ۱۳۹۳
- نمایشگاه گروهی روز ملی خلیج‌فارس اردیبهشت ۱۳۹۳
- نمایشگاه گروهی جاذبه‌های گردشگری بهمن ۱۳۹۳
- نمایشگاه گروهی ۲۲ بهمن، بهمن ۱۳۹۳
- نمایشگاه گروهی روز بوشهر ۱۸ اسفند ۱۳۹۳
- نمایشگاه گروهی یازدهمین سال دوربین دات نت بهار ۱۳۹۴

## نمایشگاه انفرادی
- نمایشگاه انفرادی بندر و دریادر بندرها و دریانوردی استان بوشهر /مهر ۱۳۹۱
- نمایشگاه انفرادی «گمرک و دریا» در ستاد نظارت و گمرکات استان بوشهر/مهر ۱۳۹۱
- نمایشگاه انفرادی «بهشت شور» / دی ۱۳۹۱ خانه عکاسان تهران
- نمایشگاه انفرادی «بهشت شور» /بهمن ۱۳۹۱ بوشهر در گمرک بوشهر به مناسبت روز جهانی گمرک
- نمایشگاه انفرادی «بهشت شور» /بهمن ۱۳۹۱ حوزه هنری بوشهر
- نمایشگاه انفرادی «بهشت شور» / فروردین ۱۳۹۲ خانه هنرمندان ایران
- نمایشگاه نقاشی کودکان زلزله‌زده شُنبه و عکس «به آفتاب سلامی دوباره خواهم کرد» /بوشهر-تیر ۱۳۹۲
- نمایشگاه نقاشی کودکان زلزله‌زده شُنبه و عکس «به آفتاب سلامی دوباره خواهم کرد» /شهر شنبه بهمن ۱۳۹۲
- نمایشگاه انفرادی «بهشت شور» مهر ۱۳۹۳
- نمایشگاه انفرادی «بهشت شور» آبان ۱۳۹۳

## سوابق عملی
- ایران‌گردی و عکاسی به‌منظور جمع‌آوری مجموعه کاملی از ایران
- کوهنوردی و عکاسی از کوه‌های ایران

## افتخارات
— افتخارات بین‌المللی
- راه‌یابی سه قطعه عکس در جشنواره آل ثانی قطر ۲۰۱۱
- راه‌یابی یک قطعه عکس در جشنواره PSA آمریکا ۲۰۱۲
- راه‌یابی ۴ قطعه عکس در جشنواره آل ثانی ۲۰۱۲

— افتخارات ملی
- کسب مقام دوم در جشنواره معراج/ تیرماه ۱۳۹۱
- کسب مقام اول در جشنواره دوربین دات نت در بخش مجموعه عکس مستند /مهر ۱۳۹۰
- راه‌یابی ۱ قطعه عکس در جشنواره خزر تا خلیج/ ۱۳۹۰
- راه‌یابی ۱ قطعه عکس در جشنواره نفت/ ۹۰ راه‌یابی ۲ قطعه عکس در جشنواره معراج/ ۱۳۹۰
- راه‌یابی ۱ قطعه عکس در جشنواره زنان وزندگی شهری/ ۱۳۹۰
- راه‌یابی ۳ قطعه عکس در جشنواره ما می‌توانیم/ ۱۳۹۰
- راه‌یابی ۱ قطعه عکس در جشنواره عاشوراییان البرز/ ۱۳۹۰
- راه‌یابی ۱ قطعه عکس در جشنواره تعاون/ ۱۳۹۰
- راه‌یابی ۱ قطعه عکس در جشنواره دوبین دات نت/ ۱۳۹۰
- راه‌یابی ۲ عکس به جشنواره ضامن او/مهر ۱۳۹۱
- راه‌یابی ۱ عکس به دومین جشنواره ضامن آهو /شهریور ۱۳۹۲

— افتخارات استانی
- کسب مقام اول در دومین جشنواره محیط زیست /شهریور ۱۳۹۰
- راه‌یابی ۴ قطعه عکس در جشنواره خلیج‌فارس/ ۱۳۹۰
- راه‌یابی ۴ قطعه عکس در جشنواره ورزشی روز بوشهر/ ۱۳۹۰
- راه‌یابی ۱ قطعه عکس در جشنواره معماری روز بوشهر/ ۱۳۹۰
- راه‌یابی ۴ قطعه عکس در جشنواره انسان و جامعه/ ۱۳۹۱
- شایسته تقدیر در جشنواره عکس بسیج هنرمندان استان بوشهر/ ۱۳۹۱
- تقدیرنامه از طرف اداره بندرها و دریانوردی استان بوشهر و سازمان نظارت و گمرکات استان بوشهر جهت برگزاری نمایشگاه در این دو اداره /مهر ۱۳۹۱

## دستاوردهای علمی پژوهشی
- چاپ کتاب بهشت شور پاییز ۱۳۹۱
- چاپ دوم بهشت شور اردیبهشت ۱۳۹۴

## طرح و پروژه‌های آینده
- نمایشگاه «بهشت شور» در شهرهای مختلف ایران و خارج از کشور
- نمایشگاه عکس «موبایل»
- نمایشگاه عکس «گلی»